# Wässernach
Die Wässernach ist ein gut vierzehn Kilometer langer rechter und nordnordwestlicher Zufluss des Mains in Unterfranken.

## Geographie

### Verlauf
Die Wässernach entspringt auf einer Höhe von etwa 365 m ü. NHN in der Schweinfurter Rhön (Hesselbacher Waldland), im Mischwaldgewann Rundwiese zwischen Schonungen-Reichmannshausen und Schonungen-Löffelsterz, etwa 150 m östlich der vom Gemeindeteil Wettringen des Marktes Stadtlauringen nach Reichmannshausen führenden SW 4. Ihre Quelle auf der Gemarkung Reichmannshausens liegt nur etwa 300 nördlich der Gemeindegrenze nach Riedbach, die zugleich Kreisgrenze zwischen dem Landkreis Schweinfurt und dem Landkreis Haßberge ist.
Sie fließt zunächst gut 400 m ostnordostwärts durch das Waldgewann Der Rundwiesenschlag, quert dann eine Waldwiese und läuft danach knapp 200 m am Südrand der Waldflur Der Dachsbau durch die Flur Hasenbirkerseewiesen. Sie wird dort auf ihrer linken Seite von einem Waldbächlein gespeist. Etwa einen halben Kilometer weiter bachabwärts passiert sie die Kreisgrenze und zieht dann auf dem Gebiet der Gemarkung des Riedbacher Ortsteils Humprechtshausen mehr und mehr in Richtung Südosten zwischen Mischwäldern durch eine schmale Wiesenaue. Gegen Ende wird sie darin von beiden Seiten jeweils von einem Graben gestärkt. Nach einer kurzen Waldquerung erreicht sie bei einem kleinen Teich den Riedbacher Ortsteil Kreuzthal, läuft dann an dessen Westrand entlang, kreuzt dort nunmehr südwärts laufend die St 2266, die Schweinfurter Straße des Ortes.
Sie zieht nun von einer Baumgalerie und einem Feldweg begleitet durch eine landwirtschaftlich genutzte Zone in Richtung Südsüdosten und an einer kleinen Kläranlage vorbei, wechselt dann ihren Kurs auf Süd und fließt am östlichen Rande der zum Kreutzthaler Wald gehörenden Flur Brandschlag entlang. Etwa 300 m später läuft ihr in der Flur Taschen auf ihrer rechten Seite der Pfaffengrundgraben zu, der aus dem Westen vom zu Schonungen gehörenden Dorfe Löffelsterz heranzieht.
Die Wässernach dreht nun nach Südosten, unterquert gleich die B 303, worauf südlich eines kleinen Teiches von links ein Waldbächlein aus dem Eselsgrund in sie mündet. Sie fließt nun in einem weiten Tal durch die Wiesenflur Im kahlen Grund und passiert dann die Grenze von Rietbach nach Schonungen. Sie läuft dann südwärts durch Felder und Wiesen und umfließt in einem kleinen Bogen nach Osten den Weiler Rednershof. Dort fließen ihr rechts und links je ein Graben zu. Südlich des Weilers zweigte früher ein Graben ab, der etwa 300 m weiter abwärts eine Mühle antrieb.
Sie zieht nun, weiterhin von Bäumen und Büschen gesäumt, südwärts durch die Flur Grundwiesen und schwenkt dann bei der Flur Die krummen Aecker, wo sie auf ihrer rechten Seite einen Feldgraben aufnimmt, nach Osten ab und empfängt auf ihrer linken Seite den aus Ostnordosten herbeiziehenden Hainwiesengraben. Die Wässernach verlässt danach Schonungen und markiert gut vier Kilometer lang die Grenze zwischen Theres am rechten und Haßfurt am linken Ufer. Sie fließt in einem schmalen Wiesenstreifen zwischen den Waldfluren Eichenbühl auf der rechten und Heuwiesenrangen auf der linken Seite nun wieder südwärts durch ein enges Tal östlich an der Kellerspitze vorbei, wird etwas bachabwärts auf ihrer linken Seite vom aus dem Osten kommenden Saugraben und gleich darauf auf der anderen Seite von einem namenlosen Waldbächlein verstärkt.

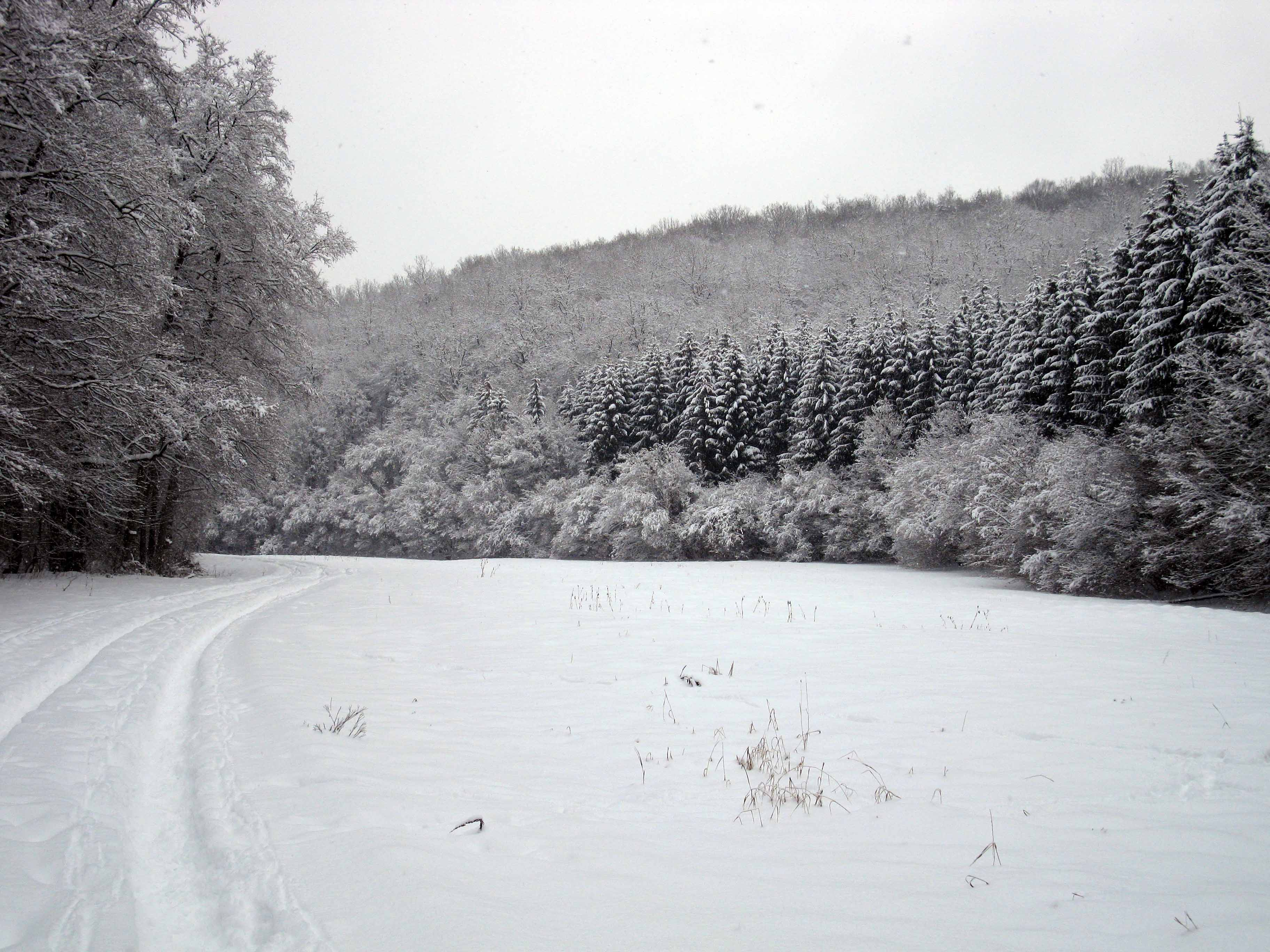
Wässernachtal im Winter

Ungefähr 400 m südlich geht sie auf Südostkurs und läuft in ihrer Aue etwa einen Kilometer zwischen den Hangwäldern. Auf der Höhe des knapp einen Kilometer östlich von ihrem Tal gelegenen Haßfurter Stadtteiles Sailershausen schwenkt sie nach Südwesten ab, um dann nach etwa 300 m wieder ihren Weg in der alten Richtung fortzusetzen. Knapp einen Kilometer später nimmt sie auf ihrer linken Seite den fast aus Norden kommenden Gründlesgraben auf. Südlich der Diebesleite mündet der Bach von dem Diebesbrunnen von rechts in die Wässernach. Sie mäandert nun und etwa einen halben Kilometer bachabwärts fließt ihr auf der gleichen Seite ein weiteres Waldbächlein zu. Die Wässernach überschreitet dort nunmehr endgültig die Grenze von Theres nach Haßfurt. Etwas später mündet auf der anderen Seite der Eichbühlgraben in die Wässernach.
Die Wässernach läuft nun etwa 200 m südwärts, biegt dann nach Südosten ab und wird dort von den Abgängen von zwei Quellen gespeist. Sie zwängt sich danach zwischen den bewaldeten Hängen von Läusrangen rechts und Steinleinsrangen links durch ein enges Kerbtal. Nach knapp einen halben Kilometer zieht sie, begleitet von der nach ihr benannten Straße, erst westlich an drei kleinen Fischteichen, dann östlich am örtlichen Sportplatz und danach an vier weiteren Fischteichen vorbei.
Sie erreicht nun den Nordwestzipfel des Haßfurter Stadtteils Wülflingen und läuft begleitet von dichtem Gehölz durch die Flur Am Mahlgrund am westlichen Rande des Ortes entlang. Beim Haus der Freiwilligen Feuerwehr betritt sie die Ortschaft, kreuzt den Oberthereser Weg und durchfließt sie parallel erst zur Gleißner- und dann zur Ringgasse. Sie unterquert noch die B 26 und die Gleisanlagen der Bahnstrecke Bamberg–Rottendorf und mündet schließlich knapp hundert Meter südlich von Wülflingen bei ungefähr Mainkilometer 353,1 gut einen Kilometer unterhalb der Nassachmündung auf einer Höhe von 216 m ü. NHN von rechts und Nordnordwesten in den Main.

### Einzugsgebiet
Das Einzugsgebiet der Wässernach umfasst 35,9 km². Es erstreckt sich als ein ganz zu Anfang östlich, dann beständig südöstlich laufender Schlauch um den Bach über 11 km weit bis zur Mündung und erreicht quer dazu selbst an der dicksten Stelle keine 5 km Breite. Der höchste Punkt liegt westlich der Quelle auf dem bewaldeten Grainberg (bis 408 m ü. NHN) nördlich von Löffelsterz auf wenig über 400 m ü. NHN. Hinter der nördlichen und der längeren nordöstlichen Wasserscheide sammelt der Riedbach den Abfluss, zuletzt im Südosten andere und kleinere Zuflüsse des oberen Mainzuflusses Nassach. Von der Mündung an konkurrieren dann im Südsüdosten kleinere Zuflüsse unterhalb in den Main, auf dem längeren Teil der rechten Einzugsgebietsgrenze jedoch die noch weiter abwärts in ihn mündende Steinach mit ihrem Hauptstrang-Oberlauf Abersfelder Mühlbach und ihrem Unterlauf-Zufluss Wollenbach.
Das Gebiet liegt weit überwiegend im Unterraum Südliches Hesselbacher Waldland des Naturraums Hesselbacher Waldland (identisch mit der Landschaft Schweinfurter Rhön), der mündungsnahe Anteil am Maintal im Unterraum Haßfurter Maintal des Steigerwaldvorlandes, die alle zu den Mainfränkischen Platten zählen. Wie sich im Namen des größten Naturraumanteils schon andeutet, ist der überwiegende Teil des Einzugsgebietes bewaldet. An der Wässernach selbst liegen das Kirchdorf Kreuzthal der Gemeinde Riedbach und der Weiler Rednershof der Gemeinde Schonungen, dann erst wieder der Mündungsort Wülflingen, ein Stadtteil von Haßfurt. Darüber hinaus entwässern ein Teil von Löffelsterz sowie die Kirchdörfer Buch der Gemeinde Theres und Sailershausen der Stadt Haßfurt zur Wässernach hin. Bis zum Mittellauf wechselt der Bach zweimal aus dem Landkreis Schweinfurt in den Landkreis Haßberge, danach ist er in diesem lange Gemeindegrenze von Theres zu Haßfurt.

### Zuflüsse
Zuflüsse bachabwärts. Auswahl.
- Pfaffengrundgraben (rechts). 3,3 km, südlich von Keuzthal, ca. 327 m ü. NHN
- Hainwiesengraben (links), 1,4 km, südsüdwestlich von Rednershof, ca. 302 m ü. NHN
- Saugraben (links), 1,1 km, südsüdwestlich von Rednershof, ca. 293 m ü. NHN
- Eichenbühlgraben (rechts), 3,0 km, nordwestlich von Wülflingen, ca. 240 m ü. NHN
- Gründlesgraben (links), 5,6 km, in Wülflingen, ca. 219 m ü. NHN

## Geologie und Bodentypen
Die Hanglagen der oberen Wässernach sind durch den Wechsel von grauen und grünen Tonsteine mit Sandstein-, Quarzit- und Kalksandsteinlagen des Unteren Keupers geprägt. Im westlichen Bereich der Oberen Wässernach trifft man stellenweise auch Löß und Lößlehmböden des Pleistozäns an. In diesem Gebiet dominieren die flach- bis mittelgründigen Lehm- und Tonböden, etwa Pseudogleye und Braunerden. Die Flächen sind nahezu vollständig mit Wald bewachsen.
Im Osten dagegen gibt es auch Teilbereiche mit feinkörnigen, gelbbraunen bis graugrünen Sandsteine, die im Wechsel mit Sandschiefern und Tonsteinen vorkommen.
Ab etwa Rednershof kommen dann dunkel- bis blaugraue Kalksteinbänke und graue bis olive Tonsteinlagen des Oberen Muschelkalkes vor. Hier entstanden meist flachgründige und steinige, lehmig-tonige Böden wie Pararendzinen und Rendzinen. In den Muschelkalk haben die Wässernach und ihre unteren Zuflüsse tiefe Kerbtäler gegraben.
Der kiesig-sandigen Bodengrund der Wässernach ist ein ergiebiger Speicher des Grundwassers mit relativ hohem Grundwasserspiegel. In den Gesteinen des Keuper- und Muschelkalkbereiches sind dagegen kaum Grundwasservorräte vorhanden.

## Natur und Umwelt
Die Wässernach zählt zu den naturnächsten Bächen der Mainfränkischen Platten. Etliche zum Teil auch undurchlässige Ausleitungsbauwerke befinden sich jedoch besonders im Bereich der Unteren Wässernach.
Das etwa 1145 ha große Landschaftsschutzgebiet Wässernach-Tal ist ein noch intaktes und natürliches Biotop. Die Aue der Wässernach mit ihren Talhängen bietet einen idealen Lebensbereich für viele Tier- und Pflanzenarten.
Das Areal bietet vielfältige Lebensbereiche. So finden wir dort Feuchte Hochstaudenfluren, Magere Flachland-Mähwiesen mit dem Wiesen-Fuchsschwanz und dem Großen Wiesenknopf. Auch Hainsimsen-Buchenwälder, Waldmeister-Buchenwälder, Labkraut-Eichen-Hainbuchenwälder, Schlucht- und Hangmischwälder, sowie Auenwälder mit der Schwarz-Erle und der Gemeinen Esche sind vertreten.
In den Mähwiesen der Aue und in den Hecken an den Hängen findet man zahlreiche seltene und geschützte Pflanzenarten. So wachsen und gedeihen dort u. a. die Skabiosen-Flockenblume, das Sonnenröschen, die Gewöhnliche Kreuzblume, der Bergklee, die Wiesensilge und das Raukenblättrige Greiskraut.
Auch viele seltene Tierarten leben im Schutzgebiet. Im Bach schwimmt die Groppe und in den Auen kann man die Blauflügel-Prachtlibelle, den Dunklen Wiesenknopf-Ameisenbläuling, den Hirschkäfer, die Gelbbauchunke, den Neuntöter, den Wendehals und die Bechsteinfledermaus beobachten.
In den Wäldern jagt der Schwarzwildring Sauen.

## Freizeit und Erholung
Das Wässernachtal bietet den Raum für eine Reihe von Sport- und Freizeitmöglichkeiten.
So findet der Wässernachlauf traditionell an Christi Himmelfahrt statt. Die Laufstrecke zieht sich fast durch das ganze Tal.
Ein Teil des Main-Radwegs führt an der Wassernach entlang. Der Radwanderweg führt von der Wässernachmündung zum größten Teil auf unbefestigten Wegen an der Wässernach entlang und trennt sich erst auf der Höhe von Sailershausen wieder von ihr.
Ein Wanderweg von mit einer Strecke von zwölf Kilometer führt zum Teil auf Trampelpfaden durch das romantische Wässernachstal. Ein Teil des Wanderweges gehört zum Fränkischen Marienweg. In einem Biergarten in Rednershof können sich die Wanderer stärken.